# 1920
- Wikisource

| Calendário gregoriano                                                        | 1920 MCMXX                           |
| Ab urbe condita                                                              | 2673                                 |
| Calendário arménio                                                           | 1369 – 1370                          |
| Calendário bahá'í                                                            | 76 – 77                              |
| Calendário budista                                                           | 2464                                 |
| Calendário chinês                                                            | 4616 – 4617 Início a 20 de fevereiro |
| Calendário copta                                                             | 1636 – 1637                          |
| Calendário etíope                                                            | 1912 – 1913                          |
| Calendários hindus - Vikram Samvat - Calendário nacional indiano - Cáli Iuga | 1975 – 1976 1841 – 1842 5020 – 5021  |
| Calendário Holoceno                                                          | 11920                                |
| Calendário islâmico                                                          | 1339 – 1340                          |
| Calendário judaico                                                           | 5680 – 5681 Início a 13 de setembro  |
| Calendário persa                                                             | 1298 – 1299 Início a 21 de março     |
| Calendário rúnico                                                            | 2170                                 |
| Calendário solar tailandês                                                   | 2463                                 |

1920 (MCMXX, na numeração romana)  foi um ano bissexto do século XX do atual calendário gregoriano e as suas letras dominicais foram D e C (53 semanas), teve  início a uma quinta-feira e terminou a uma sexta-feira.
| Ano completo                           |
| -------------------------------------- |
| Ano bissexto com início à quinta-feira |

## Eventos
- 2 de fevereiro — Reconhecida a independência da Estónia.
- 21 de maio — O presidente do México Venustiano Carranza é assassinado.
- 1 de junho — Fim da Revolução Mexicana; Adolfo de la Huerta assume a presidência do México.
- 12 de julho — Reconhecida a independência da Lituânia.
- 11 de agosto — Reconhecida a independência da Letónia.
- 14 de agosto — A Associação Portuguesa de Desportos é fundada.
- 2 de novembro — O  Republicano Warren G. Harding é eleito Presidente dos Estados Unidos derrotando o Democrata James M. Cox, e encerrando 8 anos de Governo do Partido Democrata.

## Nascimentos
- 2 de janeiro — Isaac Asimov, escritor de ficção-científica dos Estados Unidos (m. 1992).
- 7 de janeiro — Witold Sadowy, ator, colunista e publicitário polonês (m. 2020).
- 9 de janeiro — João Cabral de Melo Neto, escritor e dramaturgo (m. 1999).
- 19 de janeiro
  - Javier Pérez de Cuéllar, diplomata e político peruano (m. 2020)
  - Roberto Marcelo Levingston, presidente da Argentina de 1970 a 1971 (m. 2015).
- 22 de janeiro — Chiara Lubich, religiosa italiana, fundadora do Movimento dos Focolares (m. 2008).
- 5 de março — Juan José Torres Gonzáles, presidente da Bolívia de 1970 a 1971 (m. 1976).
- 17 de março — Sheikh Mujibur Rahman, presidente do Bangladesh de 1971 a 1972 e em 1975 (m. 1975).
- 15 de abril — Richard von Weizsäcker, foi um político alemão e presidente da Alemanha de 1984 a 1994[1] (m. 2015).
- 18 de maio — Papa João Paulo II. (m. 2005).
- 16 de junho — José López Portillo, presidente do México de 1976 a 1982 (m. 2004).
- 28 de junho — Clarissa Eden, primeira dama do Reino Unido entre 1955 a 1957.
- 23 de julho — Amália Rodrigues, fadista e actriz portuguesa (m. 1999).
- 31 de julho — Walter Arlen, compositor austríaco-estadunidense (m. 2023).
- 29 de setembro — Nancy Leftenant-Colon, enfermeira estadunidense (m. 2025).
- 1 de outubro — Walter Matthau, ator estadunidense (m. 2000).
- 19 de outubro — LaWanda Page, atriz, comediante e dançarina americana (m. 2002).
- 20 de outubro — Janet Jagan, presidente da Guiana de 1997 a 1999 (m. 2009).
- 8 de novembro — Jorge Pacheco Areco, jornalista, diplomata e presidente do Uruguai entre 1967 e 1972 (m. 1998).
- 9 de dezembro — Carlo Azeglio Ciampi, primeiro-ministro de 1993 a 1994 e presidente de Itália de 1999 a 2006 (m. 2016).
- 10 de dezembro — Clarice Lispector, cronista, contista, romancista e tradutora (m. 1977)
- 12 de dezembro — Jorge Dória, ator e humorista (m. 2013)
- 24 de dezembro — Stormé DeLarverie, ativista estadunidense (m. 2014).

## Mortes
- 21 de maio — Venustiano Carranza, presidente do México de 1917 a 1920 (n. 1859).
- 1 de julho — Delfim Moreira, 8° Vice-presidente do Brasil de 1919 a 1920 e 10° Presidente do Brasil de 1918 a 1919 (n. 1868).

## Prémio Nobel
- Física — Charles Édouard Guillaume.[2]
- Química — Walther Nernst.[3]
- Medicina — Schack August Steenberg Krogh.[4]
- Literatura — Knut Hamsun.[5]
- Paz — Léon Bourgeois.[6]

## Epacta e idade da Lua
| Epacta gregoriana | 10 (X)  |
| Idade da Lua      | Letra k |

## Por tema
- 1920 na arte
- 1920 no Brasil
- 1920 na ciência
- 1920 no cinema
- 1920 no desporto
- Divisões administrativas em 1920
- 1920 no jornalismo
- 1920 na literatura
- 1920 na música
- 1920 na política
- 1920 na rádio
- 1920 no teatro
- 1920 na televisão